# Audi RS3
Audi RS3 Sportback — серия компактных полноприводных «горячих» хетчбэков, построенных на базе  A3 в рамках серии RS. Составляет конкуренцию Mercedes-Benz A45 AMG, Volkswagen Golf R, Ford Focus RS, BMW M135i.

## Поколения

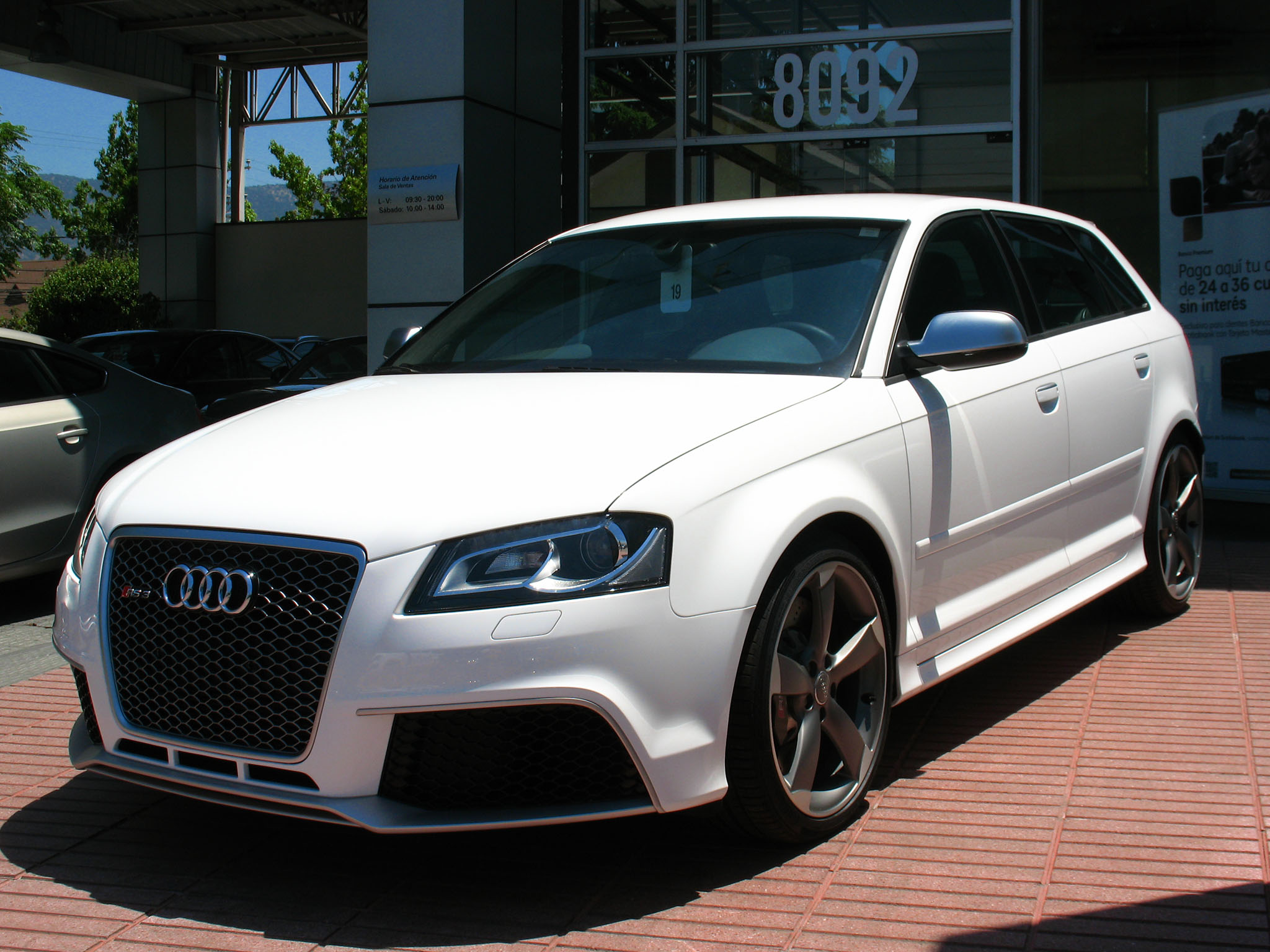
8PA 2011
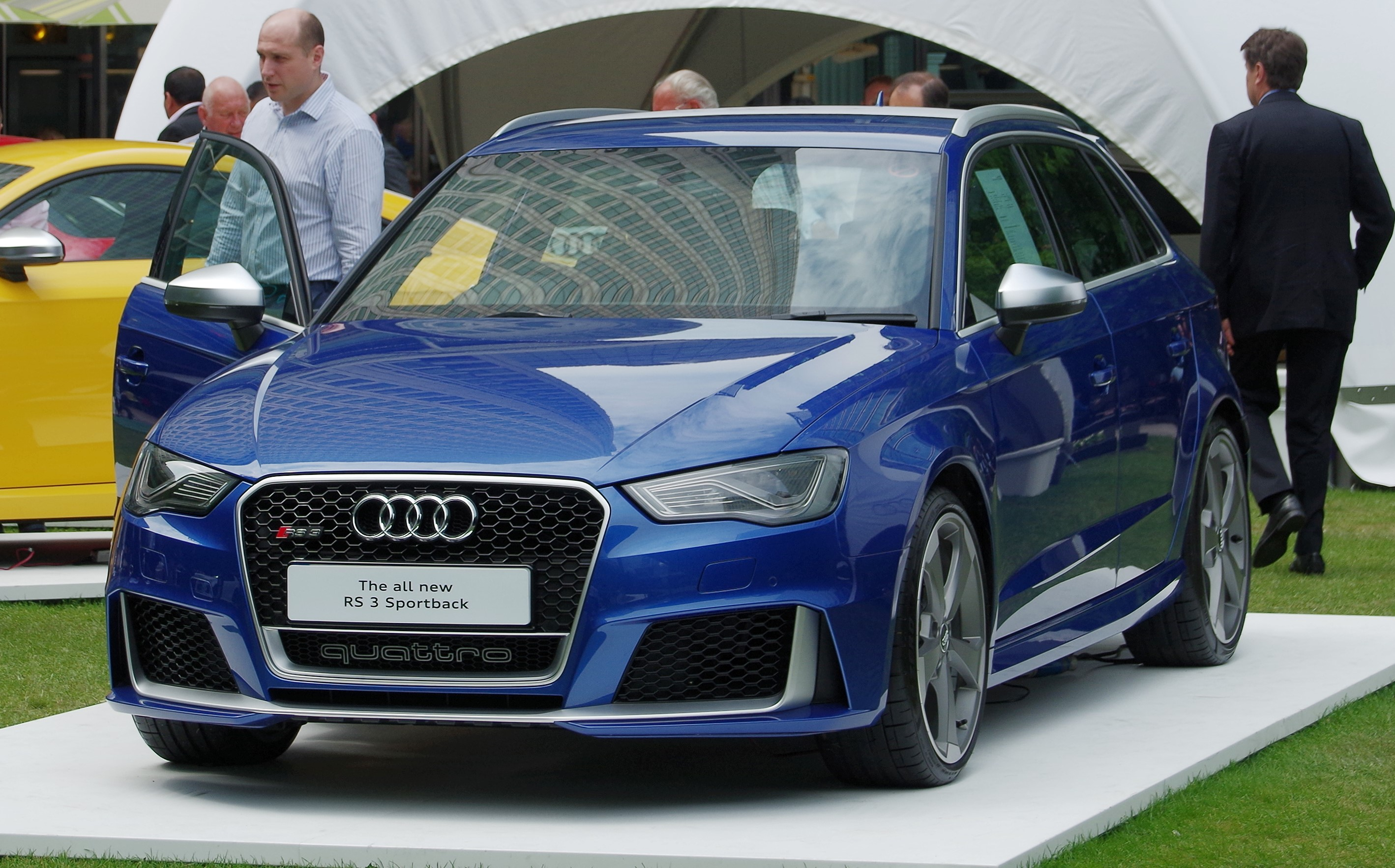
8VA 2015
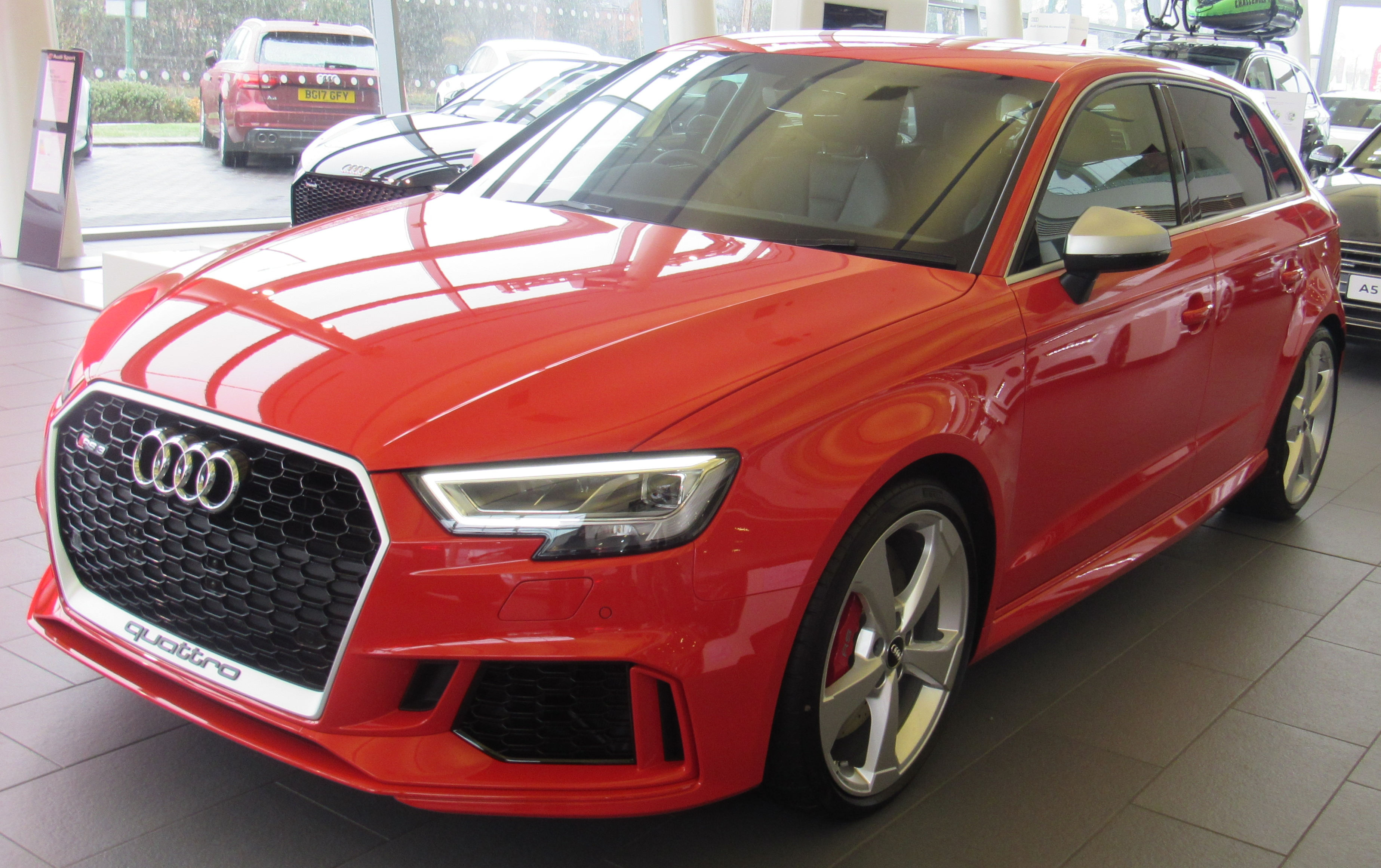
8VA 2017 facelift

## Первое поколение

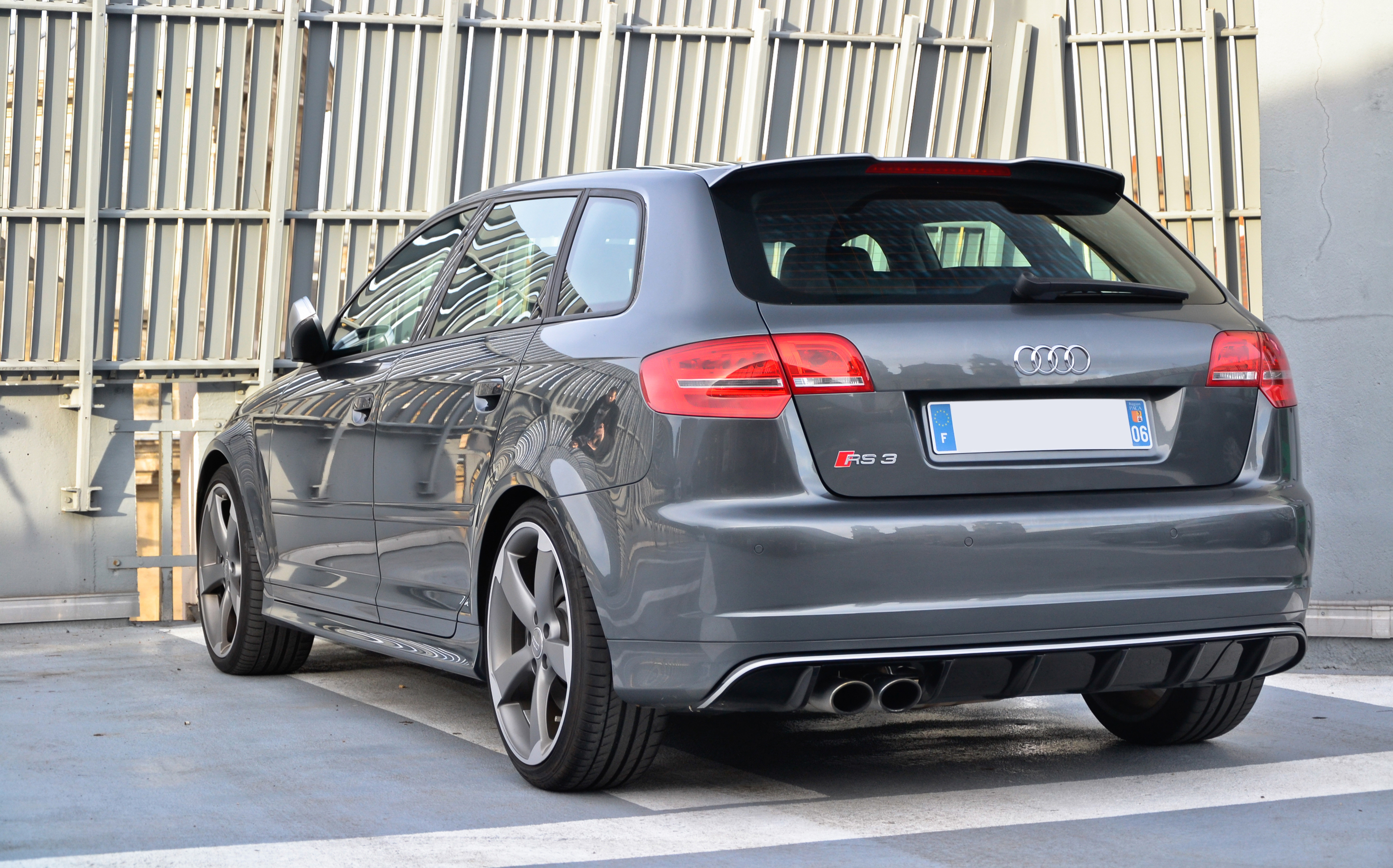
Вид сзади

Автомобиль построен на базе второго поколения A3, с турбированным 2.5 литровым 5-цилиндровым двигателем TFSI мощностью в 340 л.с и 460 Н•м
в паре с 7-ступенчатой пре-селективной КПП S Tronic с двойным сцеплением, разгон до 100 км/ч за 4.6 секунд и максимальная скорость в 250 км/ч (ограниченная электроникой), также имеет фирменную систему постоянного полного привода Quattro с муфтой отбора момента Haldex, которая в определённый момент направит мощность на задние колёса. Крылья были выполнены из карбона ради экономии веса, подвеска автомобиля ниже на 25 мм чем у стандартной A3. Автомобиль имеет типичные для линейки RS передний и задний бампера, 19-дюймовые колёсные диски, а также множество частей позаимствованных у TT-RS. Производилась только в пятидверном варианте.

### Технические характеристики
| Двигатель                                    | TFSI                                           |
| Конфигурация двигателя                       | Рядный, DOHC                                   |
| Тип двигателя                                | Бензиновый, турбированный                      |
| Объём (куб.см)                               | 2480 см³                                       |
| Цилиндров, клапанов                          | 5 цилиндров, 20 клапанов, 4 клапана на цилиндр |
| Мощность (л.с и Н•м) при об\мин              | 340 л.с (@5400-6500), 450 Н•м (1600-5300)      |
| Коробка передач                              | 7-ступенчатая S-Tronic с двойным сцеплением    |
| Разгон 0-100 км/ч                            | 4.6 секунд                                     |
| Максимальная скорость                        | 250 км/ч (ограничена электроникой)             |
| Выбросы CO2 в смешанном цикле (на 100 км)    | 212 грамм                                      |
| Расход топлива в смешанном цикле (на 100 км) | 9.1 литров                                     |
| Стандарт выбросов CO2                        | Евро-5                                         |
| Сухая масса                                  | 1650 кг                                        |

## Второе поколение

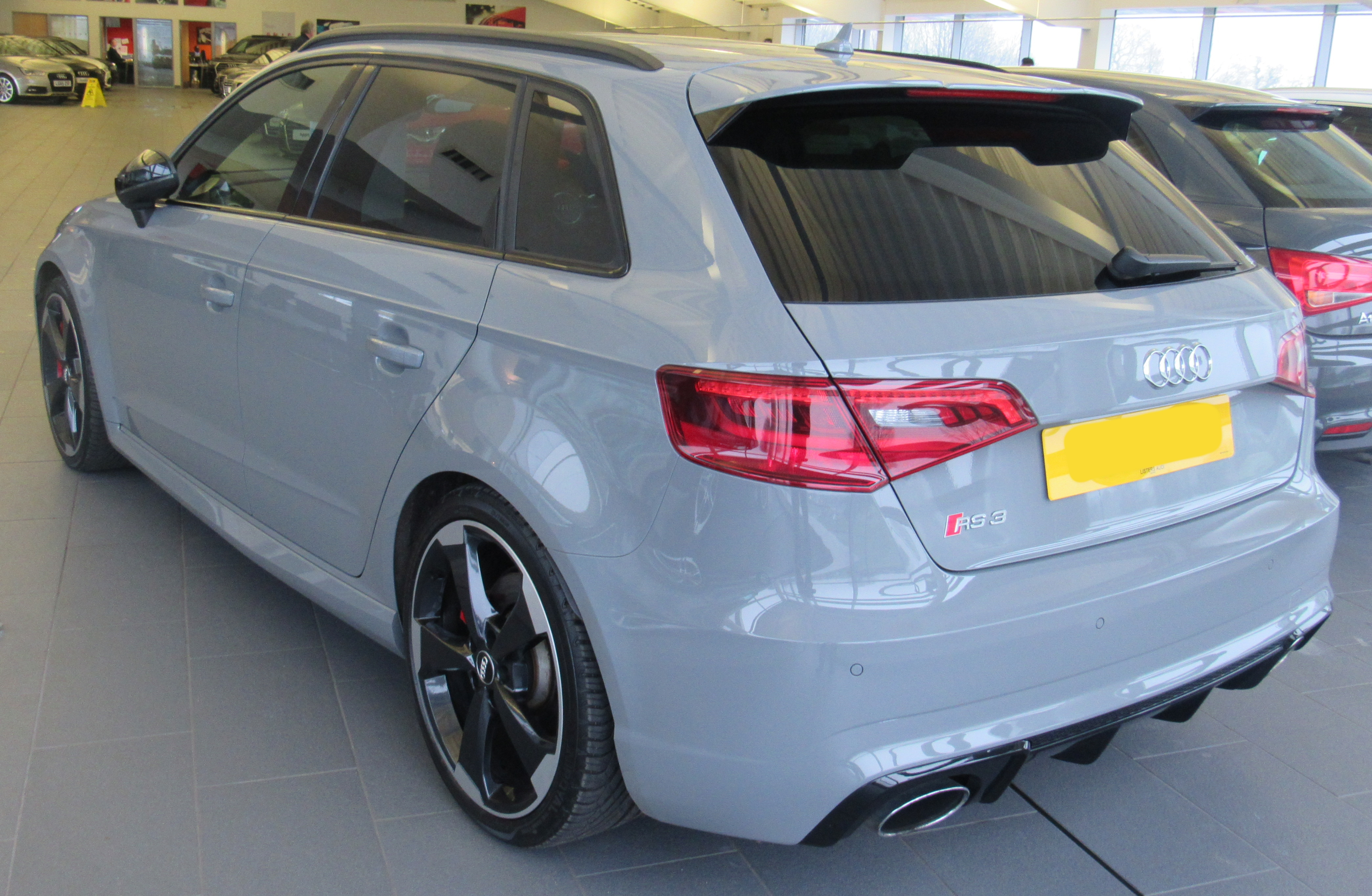
Вид сзади

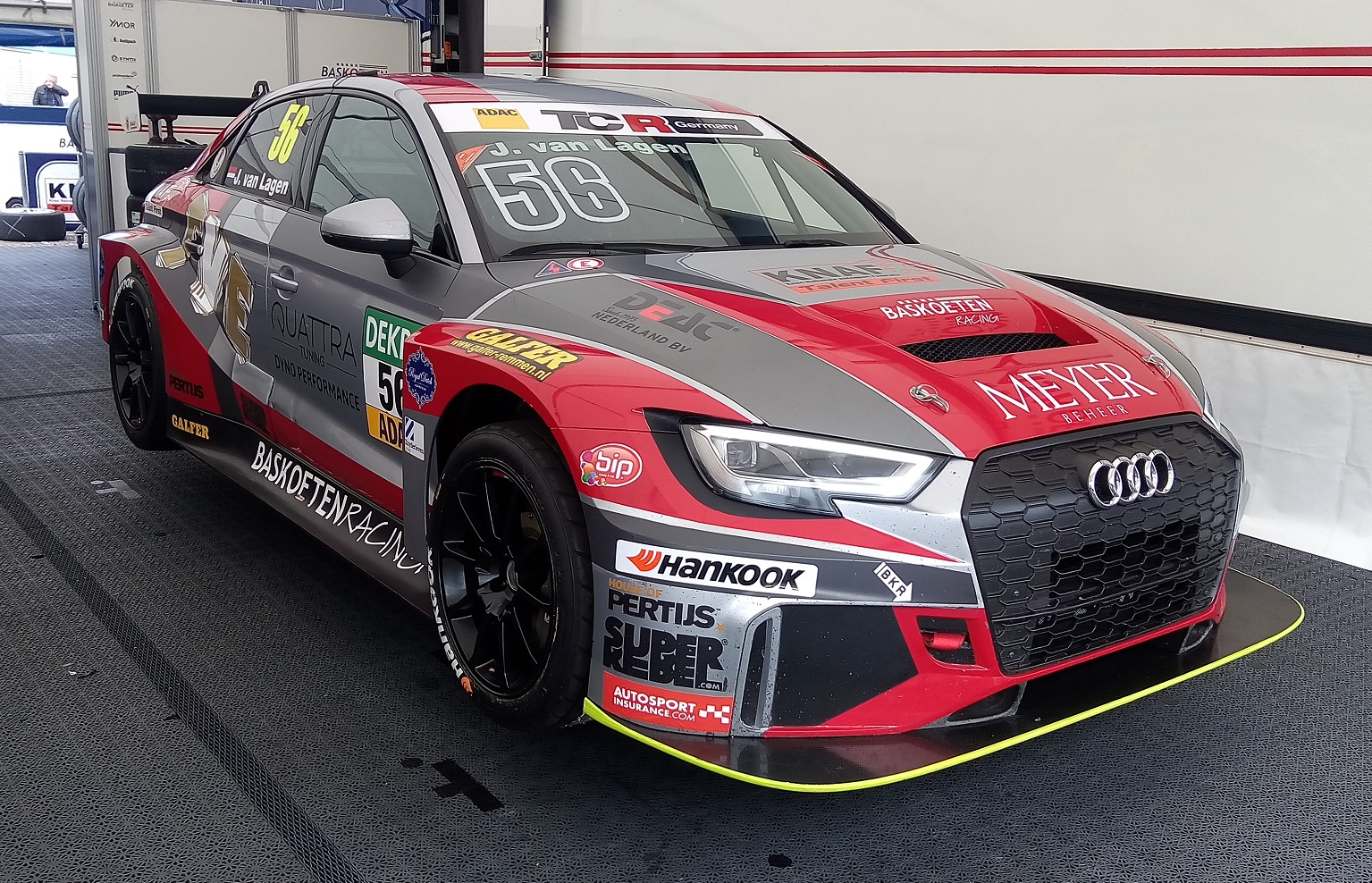
Гоночный RS 3 LMS

Был представлен на Женевском автосалоне в марте 2015 года. Автомобиль построен на базе нового поколения A3. До появления обновлённого Mercedes-Benz A45 AMG, являлся самым мощным хетчбэком в мире, имея 2,5-литровый 5-цилиндровый 367-сильный двигатель. Такая мощность была получена, отчасти, благодаря новому турбокомпрессору, который создаёт давление 1.3 бар (1.2 бар у прошлого поколения), разгон до 100 км/ч занимает 4.3 сек и до максимальной скорости в 250 км/ч, но за доплату ограничение могут поднять до 280 км/ч.
В автомобиле установлена полуавтоматическая КПП S Tronic с двойным сцеплением и в паре с системой постоянного полного привода Quattro. Несмотря на то что увеличились размеры по сравнению с прошлым поколением, автомобиль на 55 кг легче, а для лучшего распределения веса, аккумулятор и межосевая муфта расположены сзади, к слову, муфта легче на 1.4 кг, по сравнению со стандартной полноприводной А3. В качестве опции можно получить карбон-керамические тормоза и адаптивную подвеску с магнитным демпфирированием.

### Технические характеристики
| Двигатель                                    | TFSI                                                           |
| Конфигурация двигателя                       | Рядный, DOHC                                                   |
| Тип двигателя                                | Бензиновый, турбированный                                      |
| Объём (куб.см)                               | 2480 см³                                                       |
| Цилиндров, клапанов                          | 5 цилиндров, 20 клапанов, 4 клапана на цилиндр                 |
| Мощность (л.с и Н•м) при об\мин              | 367 л.с (@5550-6800), 465 Н•м (1625-5550)                      |
| Коробка передач                              | 7-ступенчатая S-Tronic с двойным сцеплением                    |
| Разгон 0-100 км/ч                            | 4.3 секунд                                                     |
| Разгон 0-160 км/ч                            | 9.3 секунд                                                     |
| Время ¼ мили                                 | 12.4 секунд                                                    |
| Максимальная скорость                        | 250 км/ч (ограничена электроникой) 280 км/ч (повышенный лимит) |
| Выбросы CO2 в смешанном цикле (на 100 км)    | 189 грамм                                                      |
| Расход топлива в смешанном цикле (на 100 км) | 8.1 литров                                                     |
| Стандарт выбросов                            | Евро-6                                                         |
| Сухая масса                                  | 1595 кг                                                        |

### Рестайлинг 2017

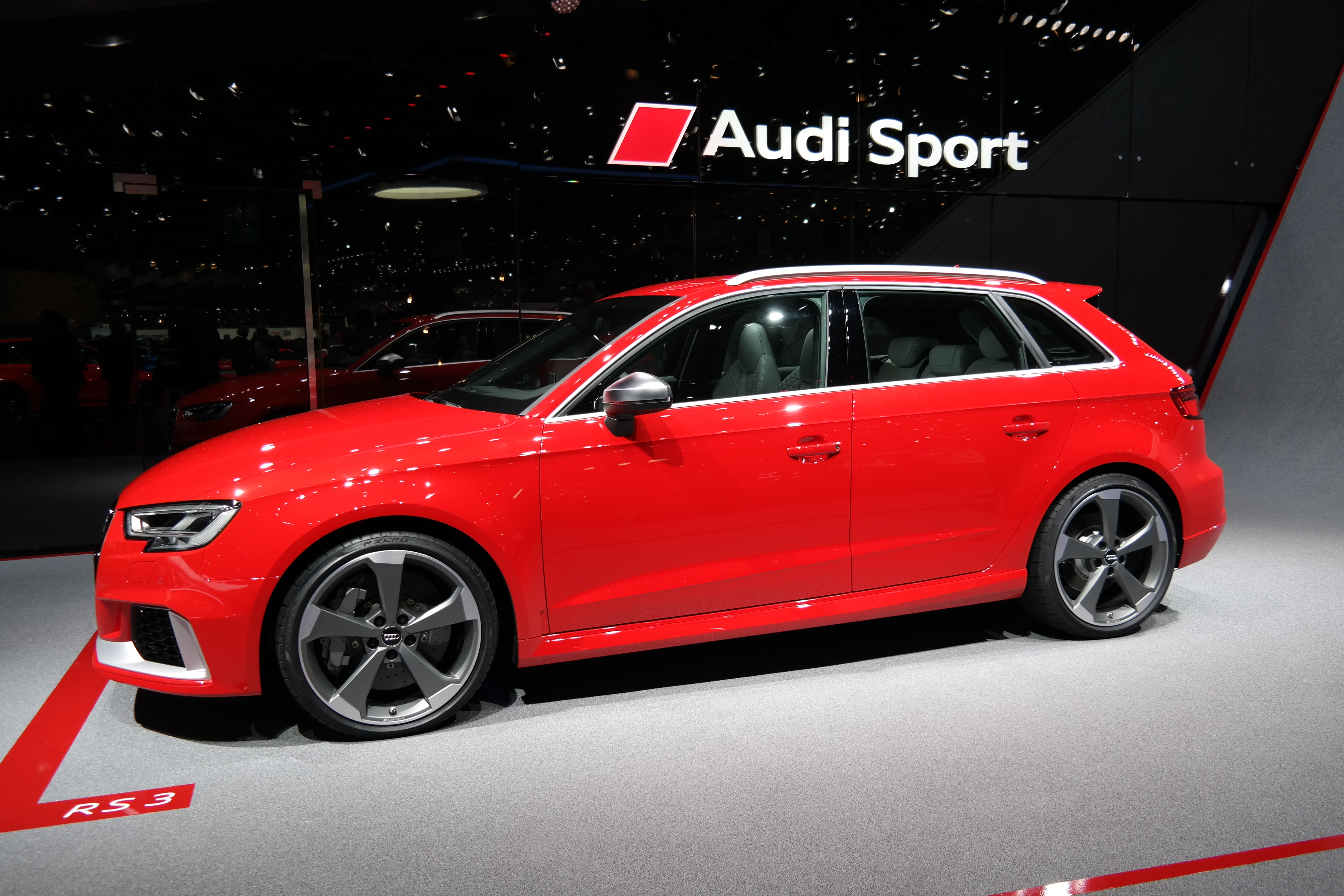
Хетчбэк
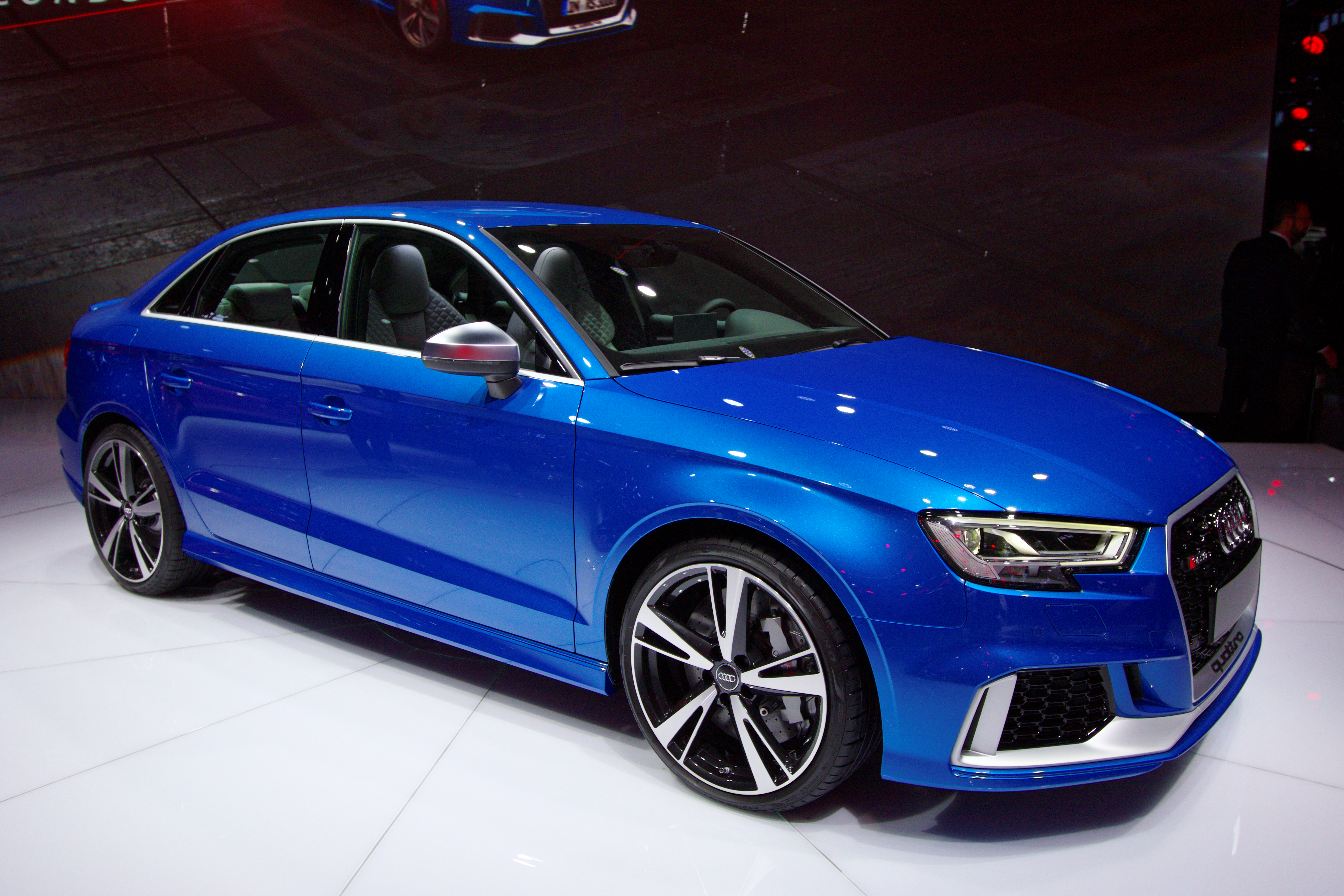
Седан

В моделях RS3 2017 года была увеличена мощность до 400 л.с. разгон до 100 км/ч составляет 4.1 с.